# Acín
Acín és una localitat despoblada espanyola, pertanyent al municipi de Jaca, a la província d'Osca. Es troba a la vall de La Garcipollera, a la comarca aragonesa de la Jacetania.
No té població, després d'haver estat expropiats el seu terme i habitatges a la dècada del 1960 amb motiu de les obres de l'embassament de Yesa, amb la idea que fossin replantades de pins per evitar que l'arrossegament dels sediments per les pluges accelerés el rebliment de l'embassament recentment construït.

## Geografia
Les restes d'Acín, avui en completa ruïna i envaïts per la vegetació, es troben a la vall del riu Ijuez, afluent del riu Aragó, a La Garcipollera, molt a prop de la llera d'aquest riu. El nom de Garcipollera prové d'haver estat conegut com a vallis Cepollaria en l'època romana, que en català es traduiria com vall de verdures.
L'única edificació romanent són les ruïnes de l'Església romànica de Sant Joan Baptista. Sobre el marge del riu, es troba una àrea recreativa comunitària.

## Història
En 1374 apareix esmentat com Açín de la Rosa.
En 1961, d'acord amb els termes del Decret 2543/61, del 7 de desembre, publicat al Butlletí Oficial de l'Estat nombre 303, del 20 de desembre, Acín va quedar oficialment incorporat al terme municipal de Jaca.
El temple de Sant Joan Baptista, única edificació romanent i actualment en ruïnes, va ser propietat de Monestir de Sant Joan de la Penya fins al segle XVI quan va passar a la Diòcesi de Jaca. Va ser la parròquia de la localitat. De senzilla construcció, consta d'una nau rectangular rematada en un absis semicircular a la zona de l'altar. Al segle XVII es va reformar l'església i es va adossar una nova nau al mur sud de la ja existent. Dins de la seva senzillesa constructiva, es destaquen dos elements: la torre de planta quadrada que servia de campanar i que avui marca la ubicació d'Acin entre la mala herba i l'absis original, construït al segle xiii.

## Demografia

### Localitat
Dades demogràfiques de la localitat de Acín des de 1900:
| 1900 | 1910 | 1920 | 1930 | 1940 | 1950 | 1960 | 1970 |
| ---- | ---- | ---- | ---- | ---- | ---- | ---- | ---- |
| 140  | 133  | 131  | 138  | 120  | 95   | 30   | --   |

- No figura al Nomenclàtor des de l'any 1970.
- Dades referides a la població de dret.

### Antic municipi
Dades demogràfiques del municipi d'Acín entre 1842:
| 1842 | 1857 | 1860 | 1877 | 1887 | 1897 | 1900 | 1910 | 1920 | 1930 | 1940 | 1950 | 1960 | 1970 |
| ---- | ---- | ---- | ---- | ---- | ---- | ---- | ---- | ---- | ---- | ---- | ---- | ---- | ---- |
| 74   | --   | --   | 319  | 312  | 349  | 352  | 331  | 304  | 275  | 249  | 200  | 69   | --   |

- Entre el Cens de 1857 i l'anterior, aquest municipi desapareix perquè s'integra en el municipi de Villanovilla.
- Entre el Cens de 1877 i l'anterior, apareix aquest municipi perquè canvia de nom i desapareix el municipi de Villanovilla.
- Entre el Cens de 1970 i l'anterior, aquest municipi desapareix perquè s'integra en el municipi de Jaca.
- Dades referides a la població de dret, excepte en els Censos de 1857 i 1860 que es refereixen a la població de fet.